# Fallen Astronaut
Fallen Astronaut je asi 8 cm velká hliníková soška astronauta ve skafandru umístěná na Měsíci. Sochu vytvořil belgický umělec Paul Van Hoeydonck po setkání s astronautem Davidem Scottem. Ten vyzval Van Hoeydoncka, aby vytvořil malou sochu, která by připomněla ty astronauty, kteří v souvislosti s výzkumem vesmíru přišli o život. Pro sochu bylo určeno několik omezení, musela být lehká a pevná, z materiálu, který vydrží extrémní podmínky na Měsíci a nesměla mít pohlavní, ani etnické znaky. V souvislosti se Scottovým přáním zabránit komercionalizaci vesmíru nemělo být zveřejněno Van Hoeydonckovo jméno.
Fallen Astronaut je pravděpodobně jediným uměleckým dílem umístěným na povrchu Měsíce.

## Plaketa se jmény
V roce 1971 umístila na povrch Měsíce sochu posádka Apolla 15 spolu s plaketou na niž byla uvedena jména osmi amerických astronautů a šesti sovětských kosmonautů, kteří zahynuli v souvislosti s kosmickým výzkumem. Jsou to:
- Theodore Freeman (31. října 1964, nehoda letadla)
- Charles Bassett (28. února 1966, nehoda letadla)
- Elliott See (28. února 1966, nehoda letadla)
- Virgil Grissom (27. ledna 1967,  požár Apolla 1)
- Roger Chaffee (27. ledna 1967, požár Apolla 1)
- Edward White (27. ledna 1967, požár Apolla 1)
- Vladimir Komarov (24. dubna 1967, nehoda Sojuzu 1)
- Edward Givens (6. června 1967, automobilová nehoda)
- Clifton Williams (5. října 1967, nehoda letadla)
- Jurij Gagarin (27. března 1968, nehoda letadla)
- Pavel Běljajev (10. ledna 1970, nemoc)
- Georgij Dobrovolskij (30. června 1971, nehoda Sojuzu 11)
- Viktor Pacajev (30. června 1971, nehoda Sojuzu 11)
- Vladislav Volkov (30. června 1971, nehoda Sojuzu 11)

Velitel mise Apollo 15 David Scott poznamenal, že na plaketě bohužel chybí jména dvou sovětských kosmonautů, Valentina Bondarenka a Grigorije Neljubova, o jejichž úmrtí nebyly v důsledku sovětského embarga informace.
Na plaketě nejsou uvedena ani jména dvou amerických astronautů, kteří zemřeli v roce 1967. Michael James Adams a Robert Henry Lawrence, Jr. jsou ale uvedeni na Space Mirror Memorial.